# Russell (Kentucky)
Russell és una població dels Estats Units a l'estat de Kentucky. Segons el cens del 2000 tenia 3.645 habitants.

## Demografia
Segons el cens del 2000, Russell tenia 3.645 habitants, 1.428 habitatges, i 1.106 famílies. La densitat de població era de 351,8 habitants/km².
Dels 1.428 habitatges en un 30% hi vivien nens de menys de 18 anys, en un 67,6% hi vivien parelles casades, en un 7,1% dones solteres, i en un 22,5% no eren unitats familiars. En el 20,2% dels habitatges hi vivien persones soles el 8,9% de les quals corresponia a persones de 65 anys o més que vivien soles. El nombre mitjà de persones vivint en cada habitatge era de 2,5 i el nombre mitjà de persones que vivien en cada família era de 2,88.
Per edats la població es repartia de la següent manera: un 21,7% tenia menys de 18 anys, un 7,1% entre 18 i 24, un 25,1% entre 25 i 44, un 29,7% de 45 a 60 i un 16,4% 65 anys o més.
L'edat mediana era de 43 anys. Per cada 100 dones de 18 o més anys hi havia 91,5 homes.
La renda mediana per habitatge era de 53.869 $ i la renda mediana per família de 62.018 $. Els homes tenien una renda mediana de 50.306 $ mentre que les dones 30.494 $. La renda per capita de la població era de 29.453 $. Entorn del 4,1% de les famílies i el 6% de la població estaven per davall del llindar de pobresa.

## Poblacions més properes
El següent diagrama mostra les poblacions més properes.